# Rue Longue (Gdańsk)
La Rue Longue (en polonais : Ulica Długa, en allemand : Langgasse) dans le centre historique de la ville de Gdańsk, en Pologne, est l'une des plus importantes attractions touristiques de la ville.
Elle mène à partir de la Porte Dorée, (Zlota Brama, Langgasser Tor) au Long Marché (Długi Targ, Langer Markt) et à la Porte Verte (Zielona Brama, Koggentor).

## Les bâtiments
- Maison Ferber/Dom Ferberów/Ferberhaus
- Maison Schumann/Dom Schumanów
- Maison Uphagen/Dom Uphagena
- Löwenschloss (Gdańsk) Löwenschloss/Lwi Zamek (Château du Lion)